# 1687
1687 (MDCLXXXVII) var ett normalår som började en onsdag i den gregorianska kalendern och ett normalår som började en lördag i den julianska kalendern.

## Händelser

### Februari
- 7 februari - Blasfemimålet i Arjeplog 1687 där Erik Eskilsson och Amund Thorsson, två samer, anklagades för blasfemi i egenskap av anhängare av samisk religion under kristningen av samerna.

### Juni
- 25 juni – Ett enormt ras inträffar i Falu gruva och den så kallade Stora Stöten uppkommer. Dock skadas eller dör inte en enda människa, eftersom det hela inträffar på Sankt Davids dag. Helgdagar, bönedagar och söndagar är gruvdrängarna nämligen lediga från arbetet.[1]

### Juli
- 5 juli – Isaac Newton får sitt revolutionerande verk Philosophiae Naturalis Principia Mathematica (sv. Naturvetenskapens vetenskapliga principer) om gravitationen publicerat, ett av världshistoriens viktigaste naturvetenskapliga verk.

### December
- 22 december – Karl XI utfärdar ett brev, där familjen De Geer lovas att få behålla Lövsta järnbruk, mot erläggande av 4 000 daler silvermynt i "cogntition för äganderätten".

## Födda
- 27 januari – Balthasar Neumann, tysk arkitekt.
- 23 mars - Sofia Dorotea av Hannover, drottning av Preussen.
- 14 december – Gabriel Gyllengrip, svensk friherre och ämbetsman, landshövding i Västerbotten.

## Avlidna
- 25 januari – Elena Cantacuzino, politiskt aktiv rumänsk godsägare.
- 15 februari – Matthäus Merian d.y., schweizisk-tysk målare.
- 22 februari – Francesco Lana Terzi, italiensk jesuit och naturforskare.
- 22 mars – Jean-Baptiste Lully, italiensk-fransk tonsättare

### Fotnoter
1. ↑  Dalarnas Tidningar 28 augusti 2009 -Jakten på guld har startat (läst 25 juni 2011)